# Hydra hymanae
Hydra hymanae är en nässeldjursart som beskrevs av Hadley och Forrest 1949. Hydra hymanae ingår i släktet Hydra och familjen Hydridae. Inga underarter finns listade i Catalogue of Life.